# Michal Seidler
Michal Seidler (5 aprile 1990) è un giocatore di calcio a 5 ed ex calciatore ceco.

## Carriera
Pur essendosi formato come calciatore nei settori giovanili di Vítkovice e Baník Ostrava, Seidler ha affiancato il calcio a 5 fin dall'inizio della carriera senior, facendone ben presto la sua principale attività. La sua parentesi nel calcio sarà infatti limitata alle serie minori, mentre nel calcio a 5 giocherà oltre un centinaio di presenze con la Nazionale di calcio a 5 della Repubblica Ceca, arrivando a disputare due Coppe del Mondo e tre campionati europei.

## Palmarès
- Campionato slovacco: 1
Slov-Matic FOFO: 2014-15
- Campionato ungherese: 2
Győri ETO: 2015-16, 2016-17
- Coppa d'Ungheria: 2
Győri ETO: 2015-16, 2016-17
- Supercoppa d'Ungheria: 2
Győri ETO: 2015, 2016
- Campionato polacco: 1
Rekord Bielsko-Biała: 2017-18
- Coppa di Polonia: 1
Rekord Bielsko-Biała: 2017-18
- Campionato ceco: 3
Sparta Praga: 2018-19
Plzeň: 2020-21, 2022-23
- Coppa della Repubblica Ceca: 1
Sparta Praga: 2019